# Dokoro
Dokoro is een bestuurslaag in het regentschap Grobogan van de provincie Midden-Java, Indonesië. Dokoro telt 5637 inwoners (volkstelling 2010).